# Tinodes pullulans
Tinodes pullulans är en nattsländeart som beskrevs av Navás 1932. Tinodes pullulans ingår i släktet Tinodes och familjen tunnelnattsländor. Inga underarter finns listade i Catalogue of Life.